# Caraboctonidae
Caraboctonidae  (лат.) — семейство скорпионов из надсемейства Iuroidea. 4 рода и около 30 видов. Встречаются в Северной и Южной Америке (Боливия, Галапагосы, Мексика, Перу, США, Чили, Эквадор). Ранее включались в состав семейства Iuridae. Некоторых представителей этого семейства (например, долгоживущего и легкого в разведении Hadrurus arizonensis, достигающего 14 см в длину) содержат в неволе.
- Caraboctonus Pocock, 1893
  - Caraboctonus keyserlingi Pocock, 1893
- Hadruroides Pocock, 1893
  - Hadruroides aguilari Francke & Soleglad, 1980
  - Hadruroides bustamantei Ochoa & Chaparro, 2008
  - Hadruroides carinatus Pocock, 1900
  - Hadruroides charcasus (Karsch, 1879)
  - Hadruroides chinchaysuyu  Ochoa & Prendini, 2010
  - Hadruroides galapagoensis  Maury, 1975
  - Hadruroides geckoi  Ochoa & Prendini, 2010
  - Hadruroides graceae  Ochoa & Prendini, 2010
  - Hadruroides juanchararroi  Ochoa & Prendini, 2010
  - Hadruroides leopardus  Pocock, 1900
  - Hadruroides lunatus  (L. Koch, 1867)
  - Hadruroides maculatus  (Thorell, 1876)
  - Hadruroides mauryi  Francke & Soleglad, 1980
  - Hadruroides tishqu  Ochoa & Prendini, 2010
  - Hadruroides udvardyi  Lourenço, 1995
  - Hadruroides vichayitos  Ochoa & Prendini, 2010
- Hadrurus Thorell, 1876
  - Hadrurus anzaborrego  Soleglad, Fet & Lowe, 2011
  - Hadrurus arizonensis  Ewing, 1928
  - Hadrurus concolorous  Stahnke, 1969
  - Hadrurus hirsutus  (Wood, 1863)
  - Hadrurus obscurus  Williams, 1970
  - Hadrurus pinteri  Stahnke, 1969
  - Hadrurus spadix  Stahnke, 1940
- Hoffmannihadrurus Fet & Soleglad, 2004
  - Hoffmannihadrurus aztecus (Pocock, 1902)
  - Hoffmannihadrurus gertschi (Soleglad, 1976)